# フレドリック・ローレンタイン
フレドリック・ローレンタイン（Fredric Jon Laurentine）は、アメリカ合衆国出身のITディレクターで、京都情報大学院大学の教授を務める。

## 略歴
- （米国）ブラウン大学卒[2]

- （米国）ハーバード大学大学院MBA[2]

- 元コンピュータ・アソシエーツ社勤務

- 元サン・マイクロシステムズ社ベンダーリレーションズ＆ソーシングディレクター[2][3]

- 元レインメーカー・システムズ社ソリューションデリバリーディレクター[2]

- 元ロジテック社セールス＆マーケティングプラクティス担当シニアマネージャー[2]

- 元マルケト社上席ITビジネス・アナリスト[2]

- 元アドビ社ITディレクター

- セコイア・コンサルティンググループ　スタッフテクノロジー＆グロースチーフ[2]

## 業績
- M. Liner, D. Daetz, F. Laurentine, R. Norman:A Road Map for Gathering Data from Customers  Learning from Experience, Transactions from The Sixth Symposium on Quality Function Deployment,1994[4][5]